# Pyrgomorpha angolensis
Pyrgomorpha angolensis är en insektsart som beskrevs av Bolívar, I. 1889. Pyrgomorpha angolensis ingår i släktet Pyrgomorpha och familjen Pyrgomorphidae. Inga underarter finns listade i Catalogue of Life.